# Ullerup (Tårnby Kommune)
 For alternative betydninger, se Ullerup. (Se også artikler, som begynder med Ullerup) 
Ullerup er en landsby med gamle gårde som ligger ved Tømmerupvej, tæt på Københavns Lufthavn, på Amager.

## Historie
Landsbyen stammer fra middelalderen som en såkaldt Utlundæ, hvilket betyder ødemark eller skovkrat. Omkring 1370 hed landsbyen Ullæthorp.
Christian 2. inviterede nederlandske bondefamilier til Amager i 1521 for at dyrke jorden og levere grøntsager og mejeriprodukter til hoffet, og i det 17. århundrede ejede hollænderne udover Raagaard også de fleste andre gårde i Ullerup.
Omkring år 1800 havde byen syv gårde og to jordbrug, 50 år senere bestod byen, som nu blev kaldt Uglerup, af tolv selvstændige gårde, tre huse og fem jordløse huse.
I 1971 blev flere gårde omkring Ullerupstræde brændt ned for at rumme Københavns Lufthavns nye parallelle bane.
Landsbyen er i dag en del af Tårnby Kommune.
Et landdige, Ullerup-diget, der strækker sig fra Ullerup og til Kalvebod Fælleds dige, blev færdiggjort i 2019. Diget skal sikre Ullerup og den sydlige del af Tårnby Kommune mod stormflod.